# Oskar Homolka
Oskar Homolka, född 12 augusti 1898 i Wien i dåvarande Österrike-Ungern, död 27 januari 1978 i Tunbridge Wells i Kent i England, var en österrikisk skådespelare. Han började sin karriär som skådespelare efter första världskriget med studier på Universität für Musik und darstellende Kunst Wien. Han var sedan aktiv som teater- och filmskådespelare i Tyskland fram till att nazisterna tog makten på 1930-talet. Han flyttade då till England och kom sedermera även att filma i Hollywood. Han blev Oscarnominerad för bästa manliga biroll i filmen Lyckliga stunder från 1948. Han medverkade i nära 100 film- och TV-produktioner.

## Filmografi (i urval)
- 1936 – Fåglarna sjunga klockan 1.45
- 1936 – Flykten från fånglägret
- 1940 – Kamrat X
- 1941 – Jag stannar över natten
- 1941 – Himlens vrede
- 1943 – På uppdrag i Moskva
- 1948 – Lyckliga stunder
- 1949 – Bruden från hamnen
- 1950 – Vita tornet
- 1955 – Flickan ovanpå
- 1956 – Krig och fred
- 1957 – Farväl till vapnen
- 1960 – Alfred Hitchcock presenterar (TV-serie)
- 1962 – Drömbruden
- 1962 – Bröderna Grimms underbara värld
- 1963 – Röde Orm och de långa skeppen
- 1966 – Begravning i Berlin
- 1967 – Miljondollarhjärnan
- 1967 – De spänningslystna
- 1969 – Tokiga grevinnan
- 1970 – Song of Norway
- 1974 – Snärjd i nätet